# Anathallis reedii
Anathallis reedii é uma espécie de orquídea (Orchidaceae) originária do Brasil.